# Dinga (football)
Pour les articles homonymes, voir Dinga (homonymie).
Dinga Amilton Villas Boas dit Dinga (né le 11 novembre 1972), est un footballeur brésilien. Il évolue au poste de défenseur.

## Biographie
Il réalise l'essentiel de sa carrière au Standard de Liège, de 1989 à 1998, où il remporte la Coupe de Belgique en 1993. Avec cette équipe, il joue 123 matchs et inscrit 1 but. 
Il part ensuite un an et demi en Tunisie à l'Étoile du Sahel où une fracture met un terme prématuré à sa carrière.

## Palmarès
- Vice-Champion de Belgique en 1993 et 1995 avec le Standard de Liège
- Vainqueur de la Coupe de Belgique en 1993 avec le Standard de Liège